# Metalyogoniosoma
Metalyogoniosoma is een geslacht van hooiwagens uit de familie Gonyleptidae.
De wetenschappelijke naam Metalyogoniosoma is voor het eerst geldig gepubliceerd door H. E. M. Soares & B. A. Soares in 1946. 

## Soorten
Metalyogoniosoma is monotypisch en omvat slechts de volgende soort:
- Metalyogoniosoma unum